# Mecosaspis fuliginosa
Mecosaspis fuliginosa är en skalbaggsart som först beskrevs av Max Quedenfeldt 1882.  Mecosaspis fuliginosa ingår i släktet Mecosaspis och familjen långhorningar.
Artens utbredningsområde är Angola. Inga underarter finns listade i Catalogue of Life.